# 伊達村信
伊達 村信（だて むらのぶ）は、伊予吉田藩の第4代藩主。父・村豊または仙台藩主の伊達吉村より偏諱を受け、初めは村冬（むらふゆ）、のち村信と名乗る。

## 生涯
享保5年（1720年）3月5日、第3代藩主・伊達村豊の次男として生まれる（五男とも言われる、生年は享保3年（1718年）とも）。兄の村澄が早世したため、享保20年（1735年）12月2日に世子に指名され、元文2年（1737年）に父が死去したため、家督を継いで第4代藩主となった。12月16日に従五位下・紀伊守に叙位・任官する。
幕命により公家の接待役、朝鮮通信使来日による負担、江戸城神田橋門番などの負担を始め、虫害や風水害に悩まされて藩財政が悪化したにもかかわらず、対応策をとらなかった。宝暦13年（1763年）9月8日、病のため家督を次男・村賢に譲って隠居する。明和2年（1765年）5月21日、吉田で死去。享年46。